# Rovmaskmollusker
Rovmaskmollusker (Solenogastres) är en klass av blötdjur. Rovmaskmollusker ingår i fylumet blötdjur och riket djur.

## Bildgalleri

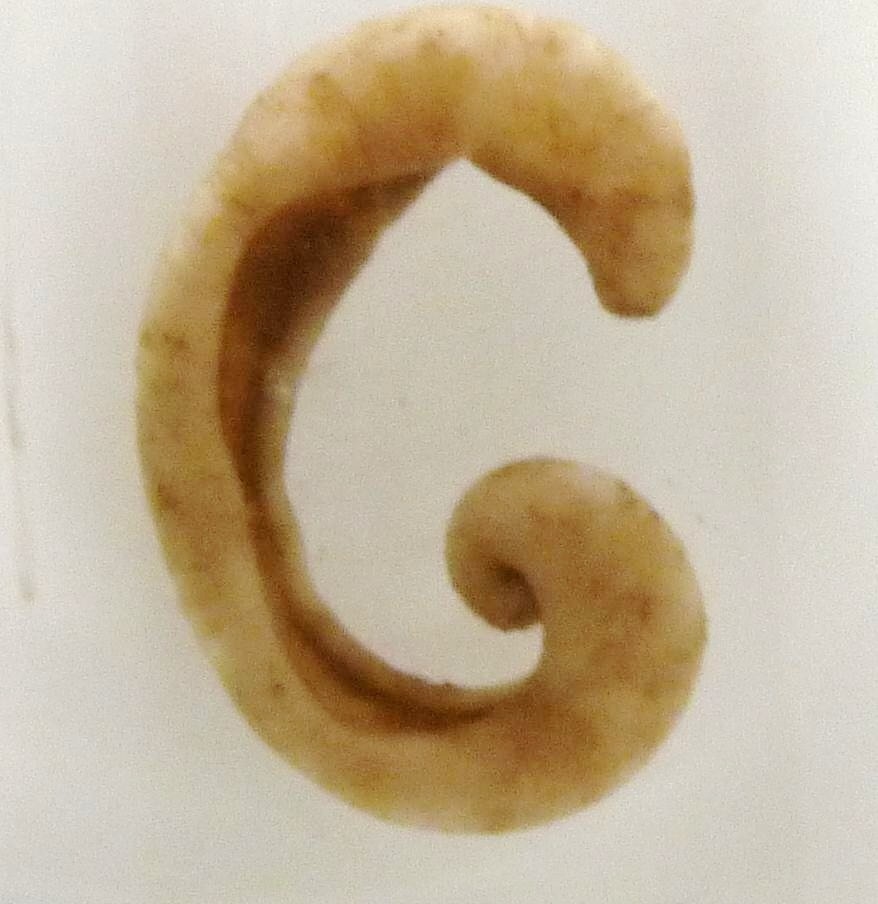